# هانگهو
هانگهو (به لاتین: Honghu) یک شهر در جمهوری خلق چین است که در جیانگژو واقع شده‌است.